# Енрікета Пінто
Енрікета Пінто Гармендія (1817 — 26 грудня 1904) — перша леді Чилі і дружина президента Мануеля Булнеса.

## Біографія
Вона народилася в Тукумані, Аргентина, дочка президента Франциска Антоніо Пінти та колишньої першої леді Луїзи Гармендії Алуральде. Вона також була сестрою президента Анібала Пінто.